# Atticus Shaffer
Atticus Shaffer (ur. 19 czerwca 1998) – amerykański aktor. Jego rodzicami są Ron i Debbie Shaffer. Shaffer ma wrodzoną łamliwość kości typu IV, choroba genetyczna, którą odziedziczył od matki, która ma typ I. Uczył się języka niemieckiego, ale przerwał ze względu na swoją karierę.

## Filmografia
- The Class (2007)
- Dni naszego życia (2007)
- Human Giant (2007)
- Ale jazda! (2008)
- Co gryzie Jimmy’ego? (2008)
- Leaving Barstow (2008)
- Hancock (2008)
- An American Carol (2008)
- Na imię mi Earl (2009)
- Nienarodzony (2009)
- Opposite Day (2009)
- Subject: I Love You (2009)
- Pępek świata (2009–2017)
- Akwalans (od 2010)
- Ja w kapeli (2011)
- Pingwiny z Madagaskaru (2011)
- Young Justice
- Taniec rządzi (2011)
- ThunderCats (2011)
- Frankenweenie (2012)